# ギアダン県

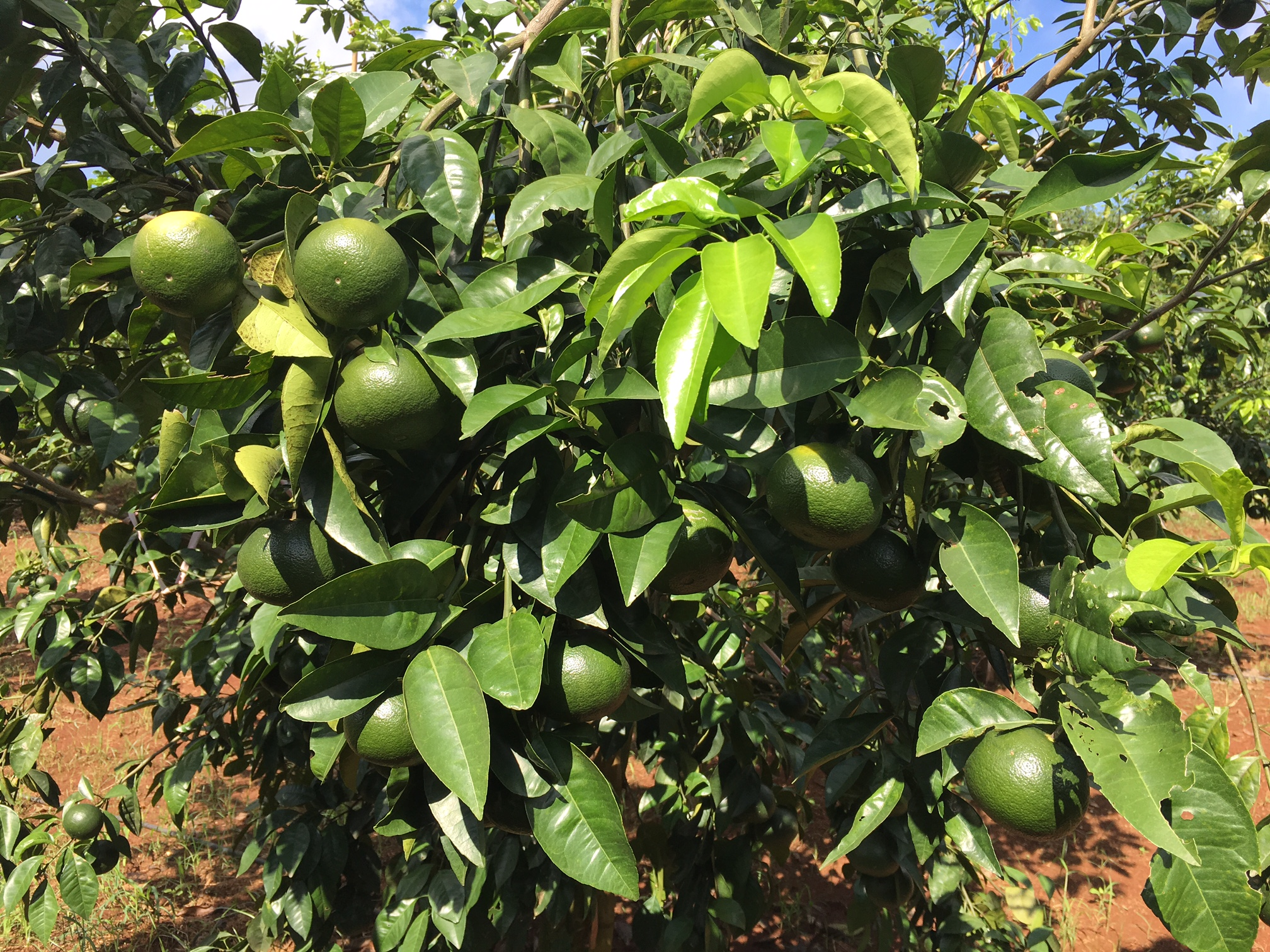
ギアダン県でよくみられる柑橘

ギアダン県（ギアダンけん、ベトナム語：Huyện Nghĩa Đàn / 縣義壇? ）は、ベトナム社会主義共和国ゲアン省の県。面積は617.55 km²、人口は140,820人（2018年）である。

## 行政区画
1市鎮22社を管轄する。